# Grand Prix d'été de saut à ski 1996
Le Grand Prix d'été de saut à ski 1996 est la troisième édition du Grand Prix d'été de saut à ski organisé par la Fédération internationale de ski (FIS). Il fut gagné par le finlandais Ari-Pekka Nikkola.

## Classement général
| Place | Nom               | Pays     | Points |
| ----- | ----------------- | -------- | ------ |
| 1     | Ari-Pekka Nikkola | Finlande | 405    |
| 2     | Mika Laitinen     | Finlande | 400    |
| 3     | Masahiko Harada   | Japon    | 280    |
| 4     | Jani Soininen     | Finlande | 225    |
| 5     | Janne Ahonen      | Finlande | 156    |
| 6     | Adam Malysz       | Pologne  | 133    |
| 7     | Takanobu Okabe    | Japon    | 130    |
| 8     | Kazuyoshi Funaki  | Japon    | 117    |
| 9     | Bruno Reuteler    | Suisse   | 116    |
| 10    | Espen Bredesen    | Norvège  | 111    |

## Résultats
| Date               | Lieu         | Vainqueur         | Deuxième          | Troisième        |
| 18 août 1996       | Trondheim    | Ari-Pekka Nikkola | Mika Laitinen     | Christof Duffner |
| 21 août 1996       | Oberhof      | Mika Laitinen     | Ari-Pekka Nikkola | Adam Malysz      |
| 25 août 1996       | Hinterzarten | Ari-Pekka Nikkola | Mika Laitinen     | Adam Malysz      |
| 28 août 1996       | Predazzo     | Masahiko Harada   | Ari-Pekka Nikkola | Mika Laitinen    |
| 1er septembre 1996 | Stams        | Masahiko Harada   | Mika Laitinen     | Jani Soininen    |